# Warth (Vorarlberg)
Warth is een gemeente in de Oostenrijkse deelstaat Vorarlberg, gelegen in het district Bregenz (B). De gemeente heeft ongeveer 300 inwoners.

## Geografie

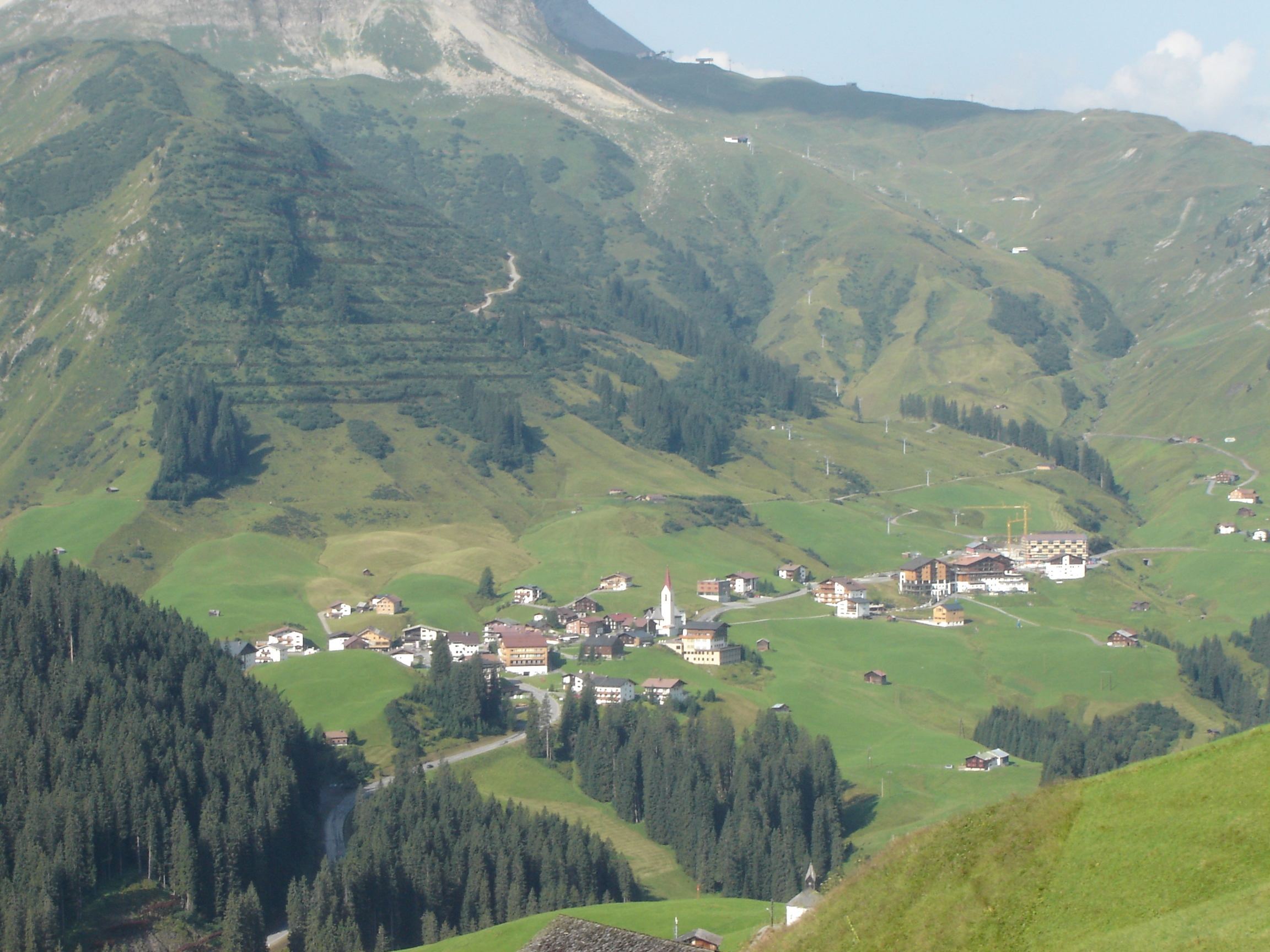
Warth

Warth is gelegen in het district Bregenz, ten zuidoosten van de Bodensee op 1495 m hoogte. De gemeente heeft een oppervlakte van 19,34 km², waarvan 19,8% bos en 62% bergen. De gemeente bestaat uit de deelgemeenten Hochkrumbach en Warth.

## Geschiedenis
De Habsburgers regeerden de verschillende plaatsen van Vorarlberg afwisselend uit Tirol en Vorderösterreich. Vanaf 1805 tot 1814 behoorde de plaats tot Beieren, daarna weer tot Oostenrijk. Warth behoort sinds 1861 tot de Oostenrijkse deelstaat Vorarlberg. De plaats was tussen 1945 en 1955 onderdeel van de Franse bezettingszone in Oostenrijk.
Alberschwende · Andelsbuch · Au · Bezau · Bildstein · Bizau · Bregenz (stad) · Buch · Damüls · Doren · Egg · Eichenberg · Fußach · Gaißau · Hard · Hittisau · Höchst · Hohenweiler · Hörbranz · Kennelbach · Krumbach · Langen bei Bregenz · Langenegg · Lauterach · Lingenau · Lochau · Mellau · Mittelberg · Möggers · Reuthe · Riefensberg · Schnepfau · Schoppernau · Schröcken · Schwarzach · Schwarzenberg · Sibratsgfäll · Sulzberg · Warth · Wolfurt
- Gemeinsame Normdatei: 4347896-7
- Virtual International Authority File: 15145244376574480518